# Fofara
Fofara – appelé Poufonro en sénoufo – est une commune rurale située dans le département de Kayan de la province de Kénédougou dans la région des Hauts-Bassins au Burkina Faso.

## Géographie
Fofara est situé à 30 km de Kayan. Le village est constitué de deux quartiers, Diaradougou et Souroukoukin, et possède deux marigots sacrés.
La commune est principalement habitée par des Sénoufos.

## Administration
Dépendant sur le plan administratif du maire de Kayan (où le village a deux conseillers administratifs) dans ses rapports à l'État et pour l'organisation des services publics, le village de Fofara répond également à deux chefferies traditionnelles tenues par le chef du village  qui l'administre localement et le chef coutumier qui assure le respect et l'adoration des lieux sacrés. Les chefferies sont transmises de manière patrilinéaire au sein des familles Bayo et passe à l'homme le plus âgé dans la grande famille paternelle de l'ancien chef à sa mort ; la généalogie des chefs de village est Otozé, Mougouzanga, Klafougo et Gnambèrè Bayo ; celle des chefs coutumiers est Zégué, Bêguê, Zanga, Otobèrè et Tianka Bayo.

## Économie
L'économie de la commune repose sur l'agriculture de subsistance (mil, maïs, haricot, arachides, oignons) ainsi que sur un peu de culture de rente du coton et du sésame. Fofara possède une association de culture et ainsi que quatre groupements de producteurs de coton (GPC) mais pas d'association de femmes. L'élevage (bœufs, chèvres, moutons, volailles) est aussi pratiqué.

## Santé et éducation
Le centre de soins le plus proche de Fofara est le centre de santé et de promotion sociale (CSPS) de Bangasso. Le village possède deux puits à grand diamètre ainsi que deux forages.
Fofara possède une école primaire publique de trois classes ouverte en 2004 mais pas de centre d'alphabétisation. Les études secondaires se font à Kayan.

## Religion
Historiquement de religion traditionnelle reposant sur le fétichisme, Fofara continue à le pratiquer avec l'adoration de plusieurs grands fétiches que sont : les deux fétiches « Gnan » venu de Sogolo au Mali, le « Nango » venu de Lessemé au Mali, le « Sirabani » venu de Guilé au Mali, le « Krikon » venu de Tandio au Mali, le « Gninankadjougou » venu de N'Dosso, le « Maggné » (pour le voyage et la chasse), le « Noto » des forgerons du quartier Diaradougou, le « Koutounon » du quartier Souroukoukin, les fétiches de guerre « Wossouno » venus de Sokoroni, ainsi que les fétiches « Klagné » et « Loussouni ».
L'islam sunnite est la seule religion monothéiste pratiquée à Fofara, dans la mosquée du village.

## Culture
Fofara possède deux groupes de balafon qui se produisent pour les fêtes ou les cérémonies religieuses.